# Goera schmidi
Goera schmidi är en nattsländeart som beskrevs av Donald G. Denning 1982. Goera schmidi ingår i släktet Goera och familjen grusrörsnattsländor. Inga underarter finns listade i Catalogue of Life.